# Revolution of the Mind: Live at the Apollo, Volume III
Revolution of the Mind: Live at the Apollo, Volume III é um álbum duplo ao vivo de James Brown lançado em 1971 pela Polydor Records. Como o subtítulo sugere, é o terceiro álbum de Brown gravado no Apollo Theater, seguindo o original Live at the Apollo (1963) e Live at the Apollo, Volume II (1968). A longa e hipnótica "Escape-ism" / "Make It Funky" foi tocada apenas uma vez, abrindo o show da primeira noite.
O álbum é notável por ser o primeiro de seus álbuns ao vivo a incluir uma introdução falada pelo seu MC de longa data, Danny Ray.
| I'd like to know, are you really ready for some super dynamite soul? Then thank you, 'cause now, it's star time! Introducing, ladies and gentlemen, the young man that's had over 35 soul classics. Among these classics are tunes that will never die - tunes like "Try Me" ... "Out of Sight" ... "Papa's Got a Brand New Bag" ... "I Feel Good" ... like a "Sex Machine" ... because you're "Super Bad" ... "Get Up, Get Into It, and Get Involved!" ... because you've got "Soul Power!" Introducing the world's greatest entertainer, Mr. Dynamite, the amazing Mr. Please Please himself, the hardest working man in show business, ladies and gentlemen, the star of our show, James Brown! |

Revolution of the Mind atingiu o número 39 da parada pop albums e número 7 na R&B.

## Faixas
Lado A
1. "It's a New Day So Let a Man Come In and Do the Popcorn" (James Brown) - 3:47
2. "Bewildered" (Teddy Powell, Leonard Whitcup) - 7:55
3. "Get Up (I Feel Like Being a) Sex Machine" (James Brown, Bobby Byrd, Ron Lenhoff) - 5:05

Lado B
1. "Escape-ism" (James Brown, David Matthews) - 3:04
2. "Make It Funky" (Charles Bobbit, James Brown) - 12:52

Lado C
1. "Try Me" (James Brown) - 2:43
2. Fast Medley - 1:17
  - "I Can't Stand It"
  - "Mother Popcorn"
  - "I Got the Feelin'" (James Brown)
3. "Give It Up or Turnit a Loose" (Charles Bobbit) - 2:22
4. "Super Bad" (James Brown) - 4:22
5. "Get Up, Get into It, Get Involved" (James Brown, Bobby Byrd, Ron Lenhoff) - 3:23

Lado D
1. "Get Up, Get into It, Get Involved" (James Brown, Bobby Byrd, Ron Lenhoff) (Part 2)- 4:55
2. "Soul Power" (James Brown) - 1:47
3. "Hot Pants (She Got to Use What She Got to Get What She Wants) (James Brown, Fred Wesley) - 8:35

### Relançamento de 1993
A lista de faixas foi alterada para incluir a introdução de Danny Ray que não é mencionada no disco original, e um edição da transição entre "Get Up, Get Into It, Get Involved" e "Soul Power."
1. Intro/"It's a New Day So Let a Man Come In and Do the Popcorn" (James Brown) - 3:47
2. "Bewildered" (Teddy Powell, Leonard Whitcup) - 7:55
3. "Get Up (I Feel Like Being a) Sex Machine" (James Brown, Bobby Byrd, Ron Lenhoff) - 5:05
4. "Escape-ism" (James Brown, David Matthews) - 3:04
5. "Make It Funky" (Charles Bobbit, James Brown) - 12:52
6. "Try Me" (James Brown) - 2:43
7. Fast Medley - 1:17
  - "I Can't Stand It"
  - "Mother Popcorn"
  - "I Got the Feelin'" (James Brown)
8. "Give It Up or Turnit a Loose" (Charles Bobbit) - 2:22
9. "Super Bad" (James Brown) - 4:22
10. "Get Up, Get into It, Get Involved" (James Brown, Bobby Byrd, Ron Lenhoff) - 3:21
11. "Soul Power" (James Brown) - 6:36
12. "Hot Pants (She Got to Use What She Got to Get What She Wants) (James Brown, Fred Wesley) - 8:35